# Массон, Дон
Дональд Сандерсон Массон (англ. Donald Sanderson Masson; род. 26 августа 1946, Абердиншир, Шотландия) — шотландский футболист, полузащитник.

## Клубная карьера
Массон начал свою карьеру в «Мидлсбро» в 1964 году, после чего перешёл в «Ноттс Каунти» в 1968 году. Он оставался там шесть лет, прежде чем перешел в «Куинз Парк Рейнджерс» в декабре 1974 года. Массон дебютировал в матчах за клуб в игре против «Шеффилд Юнайтед» 14 декабря 1974 года.
В октябре 1977 года он перешел в «Дерби Каунти» на Лейтона Джеймса, а затем на некоторое время вернулся в «Ноттс Каунти».
Массон завершил карьеру футболиста в 1984 году в клубе «Кеттеринг Таун».

## Карьера в сборной
Массон провёл 17 матчей в составе национальной сборной Шотландии. За это время он забил 5 голов, включая победный гол в ворота сборной Англии на чемпионате 1967 года.
Массон также был членом сборной Шотландии на чемпионате мира по футболу 1978 года.